# Chełmno
Chełmno ( ouvir ? · ficheiro do alemão: até 1940 Culm, 1940–1945 Kulm) é um município da Polônia, na voivodia da Cujávia-Pomerânia e no condado de Chełmno. Estende-se por uma área de 13,86 km², com 19 991 habitantes, segundo os censos de 2017, com uma densidade de 1468,4 hab/km².
É a capital histórica da Culmerlândia (Terra de Chełmno) e pertenceu anteriormente à voivodia de Toruń (1975–1998), próxima ao rio Vístula.

## História

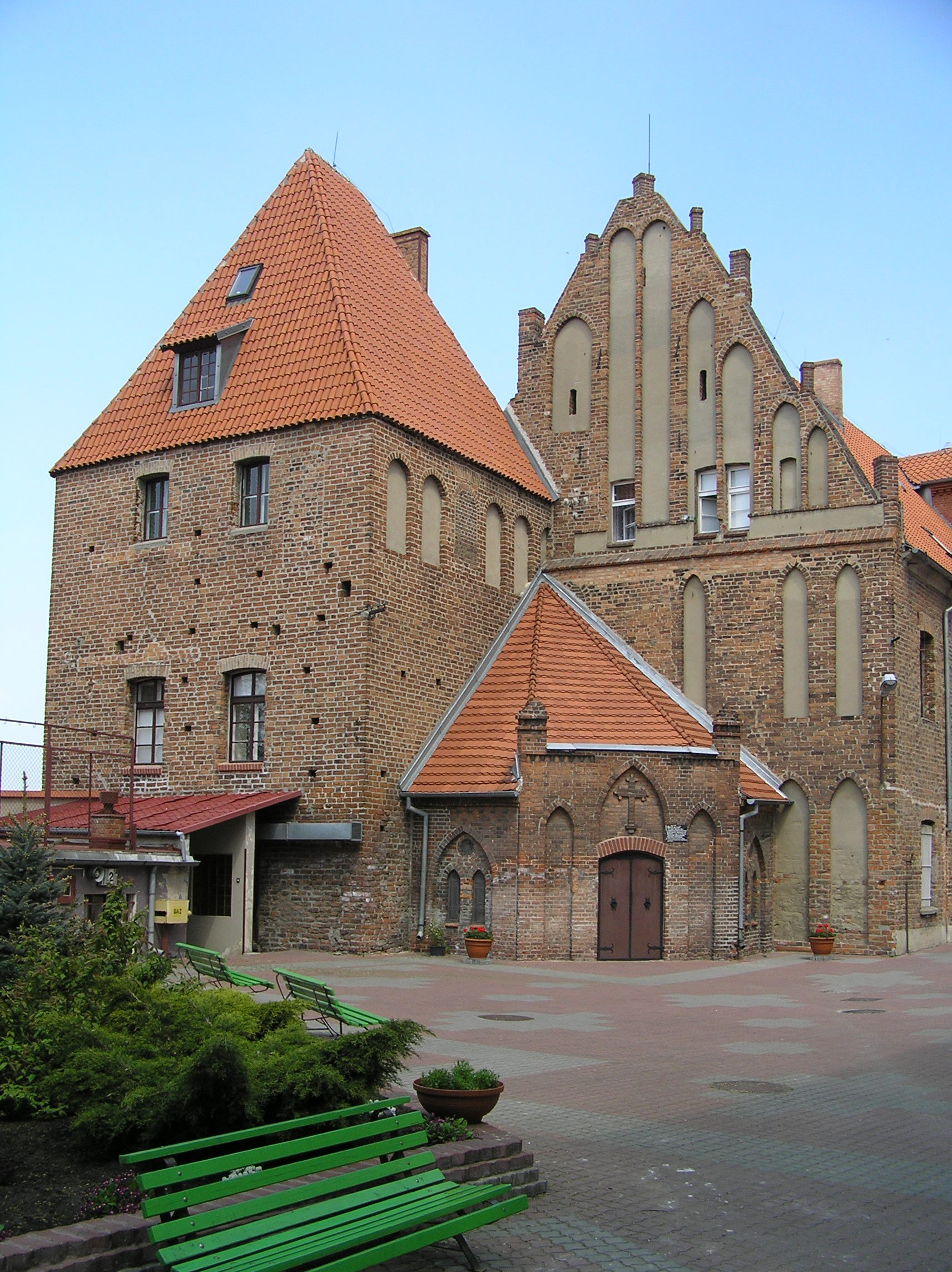
A Torre de Mestwin (Wieża Mestwina), uma antiga torre de observação da Ordem Teutônica, considerada a mais antiga construção de Chełmno

A primeira vez que a cidade de Chełmno foi mencionada em um documento alegadamente emitido pelo duque Boleslau II da Polônia foi em 1065 por um monastério beneditino em Mogilno. Em 1226 o duque Conrado I da Mazóvia convidou os Cavaleiros Teutônicos para virem até a Terra de Chełmno (Culmerlândia). Em 1233 Chełmno ganhou os privilégios de cidade (renovado em 1251). A cidade prosperou como membro mercantil da Liga Hanseática. Chełmno e a Terra de Chełmno fizeram parte do Estado dos Cavaleiros Teutônicos até 1466, quando depois da Guerra dos Treze Anos Chełmno foi reincorporada à Polônia e tornou-se a capital da voivodia de Chełmno.
Em 1772, após a primeira partição da Polônia, Chełmno foi anexada ao Reino da Prússia. Entre 1807 e 1815, Chełmno fez parte do Ducado de Varsóvia. Em 1874 como parte da política da Kulturkampf que estimulava a  germanização dos territórios da Polônia, Chełmno foi oficialmente renomeada de Kulm.
Em 1920, depois da Primeira Guerra Mundial, Chełmno retornou à Polônia. Durante o período de entre-guerras a cidade viveu em tempo de crescimento econômico. Durante a maior parte de seu período histórico a cidade teve uma população mista de alemães e poloneses. Na mudança do século XIX para o XX, a cidade possuía cerca de um terço da população formada por alemães e dois terços por poloneses.

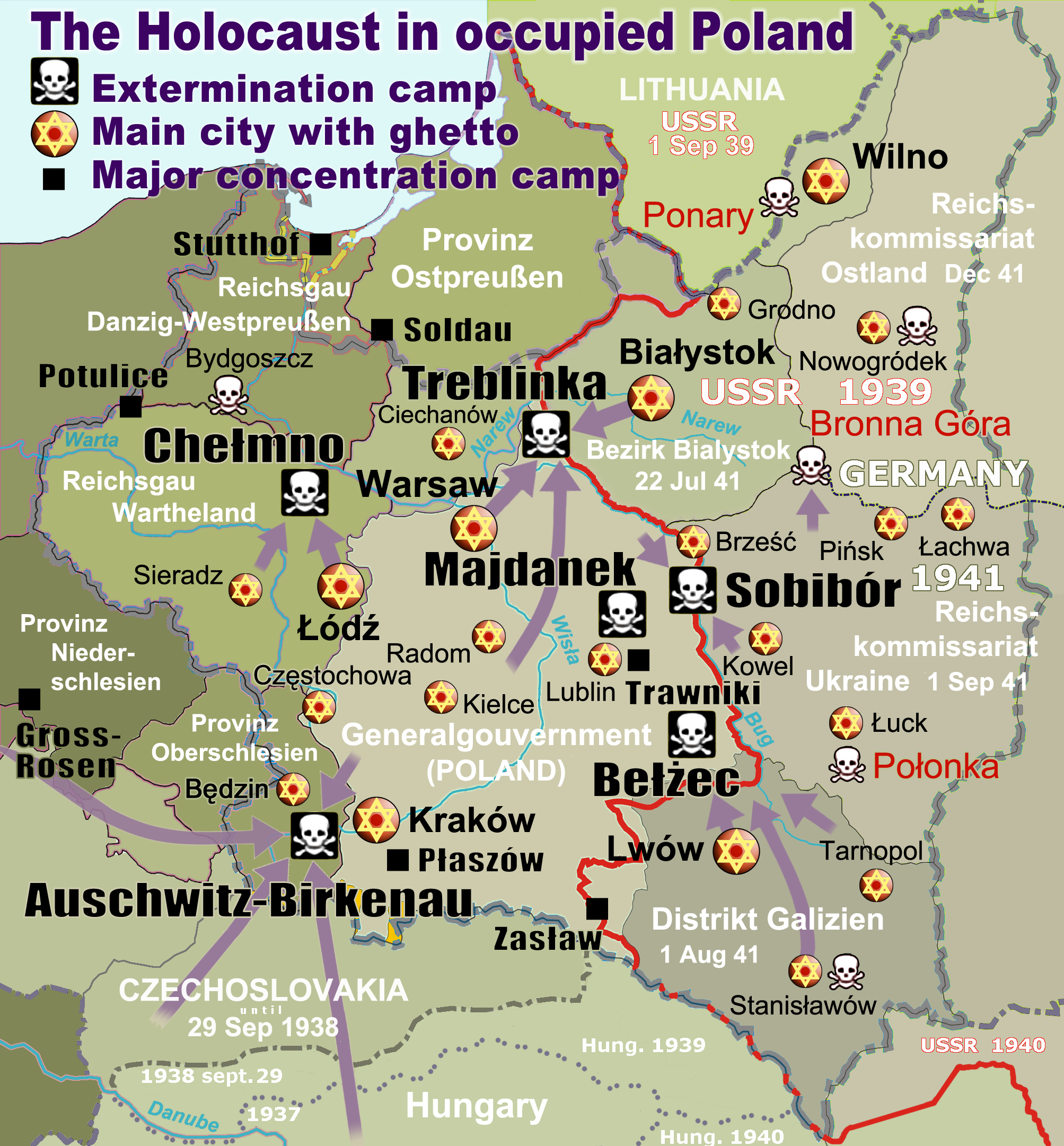
Localização do campo de extermínio de Chełmno.

Quando começou a Segunda Guerra Mundial em 1939, as autoridades da Alemanha Nazista assassinaram 5 000 civis poloneses a fim de controlarem o território. As atrocidades aconteceram em Klamry, Małe Czyste, Podwiesk, Plutowo, Dąbrowa Chełmińska e Wielkie Łunawy, enquanto muitos outros poloneses foram executados nas florestas. O restante da população polonesa foi expulsa pelo Governo Geral em conjunto com a política alemã da Lebensraum. Em 1941 os nazistas criaram um campo de extermínio na região. Grupos da resistência polonesa, tais como Polska Żyje (Vidas da Polônia), Rota, Grunwald e Szare Szeregi estiveram também atuantes na área.
Em 25 de janeiro de 1945 as forças alemãs abriram fogo contra vários prédios da cidade, inclusive um hospital, um terminal ferroviário e uma cervejaria, enquanto retiravam-se da cidade.

### Nomes históricos
- Kulm foi oficialmente empregado, quando sob o controle da Prússia e da Alemanha depois de 1874. A cidade também foi conhecida por Culm em inglês, mas Chełmno é atualmente mais utilizado.

## Principais pontos turísticos

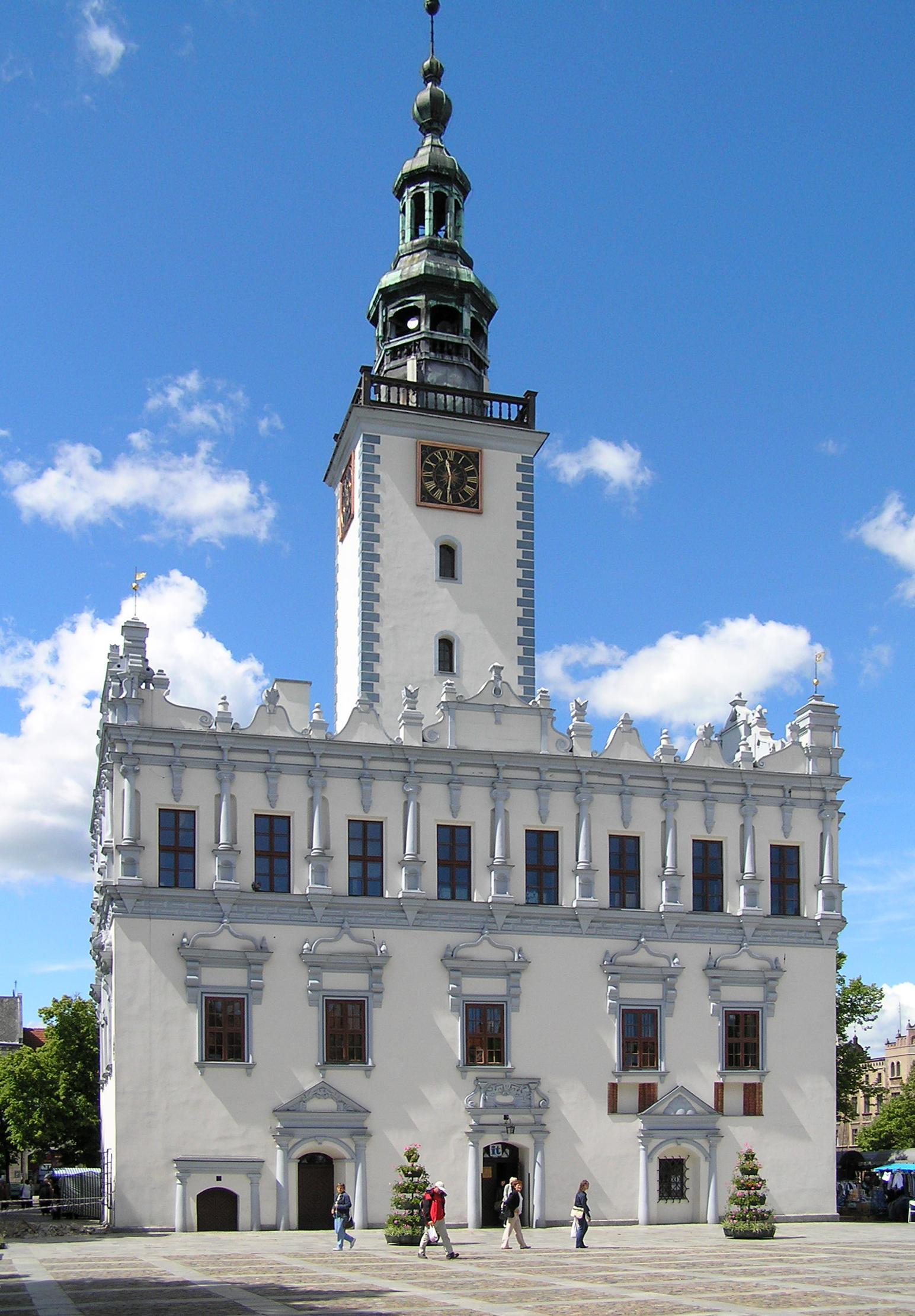
Câmara Municipal de Chełmno

Chełmno é um centro medieval muito bem preservado, com cinco igrejas góticas e uma bela Câmara Municipal renascentista no centro da praça do mercado.
- Igrejas góticas:
  - igreja de Santa Maria, antiga igreja paroquial principal da cidade, construída entre 1280-1320 (com a relíquia de São Valentim)
  - igreja de São Jacó e São Nicolau, antiga igreja franciscana, do século XIV, reconstruída no século XIX.
  - igreja de São Pedro e São Paulo, antiga igreja dominicana, dos séculos XIII-XIV, reconstruída nos séculos XVIII e XIX.
  - igreja de São João Batista e São João Evangelista, antiga igreja das freiras beneditinas e cictercianas, com monastério, construída entre 1290-1330
  - igreja do Espírito Santo, de 1280-90
- Câmara Municipal, cuja parte mais antiga data do final do século XIII, reconstruída no estilo maneirista (sob a influência italiana) em 1567-1572
- as muralhas que circundam toda a cidade, quase que totalmente preservadas, com as torres de vigilância e o Portão Grudziądzka.